# Даурбаева, Гульзат Бейсеновна
Гульзат Бейсеновна Даурбаева (каз. Гүлзат Бейсенқызы Дәуірбаева; род. 6 декабря 1967, Шымкент, Казахская ССР, СССР) — казахстанская оперная певица (колоратурное сопрано), заслуженный деятель Казахстана (2006).

## Биография
Родилась 6 декабря 1967 года в городе Чимкент.
В 1985 году окончила вокальную хоровую студию при Государственном театре оперы и балета в Алматы.
С 1985 по 1993 годы — солистка вокального хора при театре оперы и балета имени Абая.
В 2000 году окончила Казахскую консерваторию им. Курмангазы по специальности «Сольное пение».
С 2001 по 2013 годы — солистка Государственного академического театра оперы и балета им. Абая.
С 2013 года — ведущая солистка оперы ГТОБ «Astana Opera».
В настоящее время доцент кафедры «вокальное искусство» Казахской национальной консерватории им. Курмангазы.
Пела партии во многих оперных театрах и фестивалях: Большой театр (Москва), IX Pafos Aphrodite Festival (Кипр), XXVIII Международный Оперный Фестиваль им. Ф. И. Шаляпина (Казань), XVIII Международный Оперно-Балетный фестиваль Аспендос (Турция) и др.
Гастролировала с симфоническим филармоническим оркестром Астаны по городам Германии, а с Татарским ГАТОБ им. М. Джалиля по Голландии.
Сотрудничала с известными дирижёрами: Г. Ринкявичус, Р. Салаватов, М. Боэми, А. Бурибаев, А. Чедроне, А. Самуйло, Т. Варас, А. Кац.

## Репертуар
- Турандот («Турандот» Дж. Пуччини)
- Чио-Чио-сан («Мадам Баттерфляй» Дж. Пуччини)
- Тоска («Тоска» Дж. Пуччини)
- Мими («Богема» Дж. Пуччини)
- Лиза («Пиковая дама» П.Чайковский)
- Иоланта («Иоланта» П.Чайковский)
- Татьяна («Евгений Онегин» П.Чайковский)
- Партия сопрано («Реквием» Дж. Верди)
- Амелия («Бал-маскарад» Дж. Верди)
- Аида («Аида» Дж. Верди)
- Леонора («Трубадур» Дж. Верди)
- Микаэла («Кармен» Ж.Бизе)
- Маргарита («Фауст» Ш.Гуно)
- Медея («Медея» Л.Керубини)
- Елизавета («Тангейзер» Р.Вагнер)
- Ажар («Абай» А.Жубанов, Л.Хамиди)
- Ауес («Курмангазы» Г.Жубанова)
- Злиха («Махамбет» Б.Жуманиязова)
- Сара («Биржан и Сара» М.Тулебаев)
- Акжунус («Ер Таргын» Е.Брусиловский)
- Кумис-укы-Кульпаш («Абылай хан» Е.Рахмадиев)
- Сантуцы («Сельская честь» П.Масканья)
- Недда («Паяцы» Р.Леонкавалло)
- Одабелла («Аттила» Дж. Верди)
- Амина («Муса Джалиль» Н.Жиганов) и др.

## Награды и звания
- 1996 — Лауреат 3 премии Международного конкурса им. Ш. Калдаякова
- 2002 — Лауреат 1 премии Международного конкурса вокалистов им. Б. Вайкля
- 2002 — Гран-при Республиканского конкурса вокалистов им. К. Байсеитовой[4]
- 2001 — Медаль «10 лет независимости Республики Казахстан»
- 2011 — Государственная стипендия Президента Республики Казахстан в области искусства и культуры[5]
- 2019 — Указом президента Республики Казахстан от 29 ноября 2019 года награждена орденом «Курмет» за большой вклад в развитие отечественного музыкального искусства и многолетнюю творческую деятельность.[6][7]
- Почётные звания «Заслуженный деятель Казахстана» (каз. Қазақстанның еңбек сіңірген қайраткері)

## Семья
Замужем. Супруг — Карбаев К. Б. (1966 г. р.). Дети — Карбаев Е. (1987 г. р.), Карбаева Г. (2000 г. р.).